# Хохловщина
Хохловщина — деревня в составе Даровского городского поселения Даровского района Кировской области России. На 2017 год в деревне числилось 6 улиц.

## География
Расположена близ реки Чернушка (приток реки Кобра). Находится в 11 км от посёлка городского типа Даровской и в 109 км от Кирова. Высота центра селения над уровнем моря — 154 м.

## Название
Название, возможно, связано с миграцией населения, а именно с первыми жителями, которыми были беглые и состоятельные украинцы (хохлы).

## История
Основана в 1631 году.
Первоначально деревня входила в состав Даровской волости Котельнического уезда Вятской губернии.
В 1932 году начали организовать колхоз «Восход». До войны деревня жила неплохо, хотя трудились в колхозе за трудодни. Работали в основном на лошадях, пахать выезжали на 40 лошадей.
В 1939 год в колхозе был уже 1 трактор, но в то время в районе была Маши́нно-тра́кторная ста́нция (МТС) и трактора посылали оттуда.
В 1952 году колхозники стали получать деньги.
В 1970-х годах провели в деревню электричество и радио.

## Население
| 1926 | 2010 |
| ---- | ---- |
| 134  | ↗195 |